# Fondation Giorgio-Cini
La fondation Giorgio-Cini (Fondazione Giorgio Cini) est une fondation culturelle italienne créée à Venise le 20 avril 1951 en mémoire du comte Giorgio Cini. 

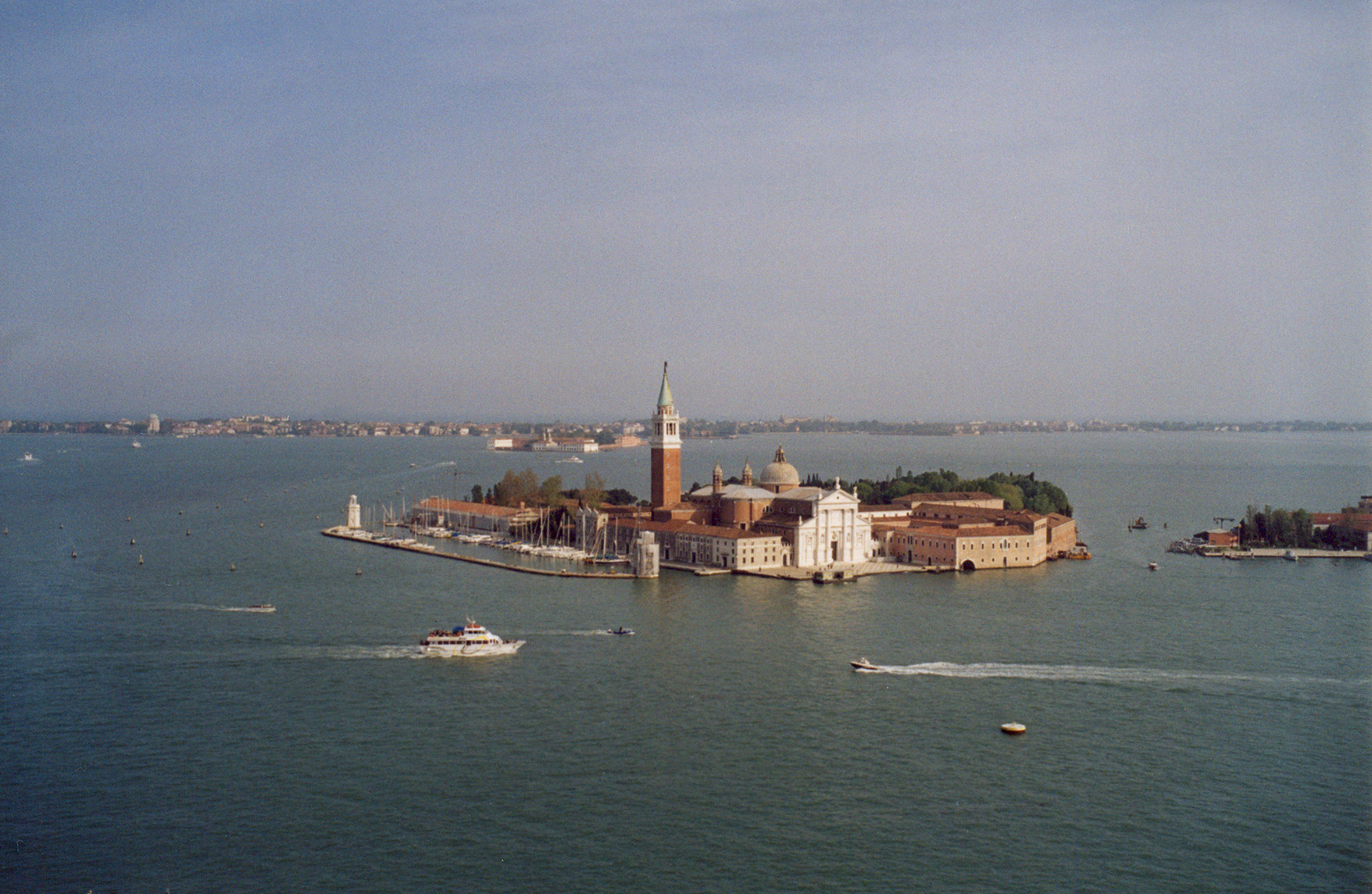
San Giorgio Maggiore, lieu du siège de la Fondation Giorgio Cini

## Historique
La fondation est située dans l'ancien monastère San Giorgio, sur l'île de San Giorgio Maggiore, à Venise. Elle a été fondée par le comte Vittorio Cini à la mémoire de son fils Giorgio qui mourut dans un accident d'avion près de Cannes en 1949. Vittorio Cini avait été arrêté par les SS pendant la Seconde Guerre mondiale et envoyé au camp de concentration de Dachau.
Le but de la fondation est de restaurer l'île San Giorgio Maggiore, gravement endommagée par environ cent cinquante ans d'occupation militaire et de la réinsérer dans la vie de Venise et d'en faire un centre international d'activité culturelle.

## Activité

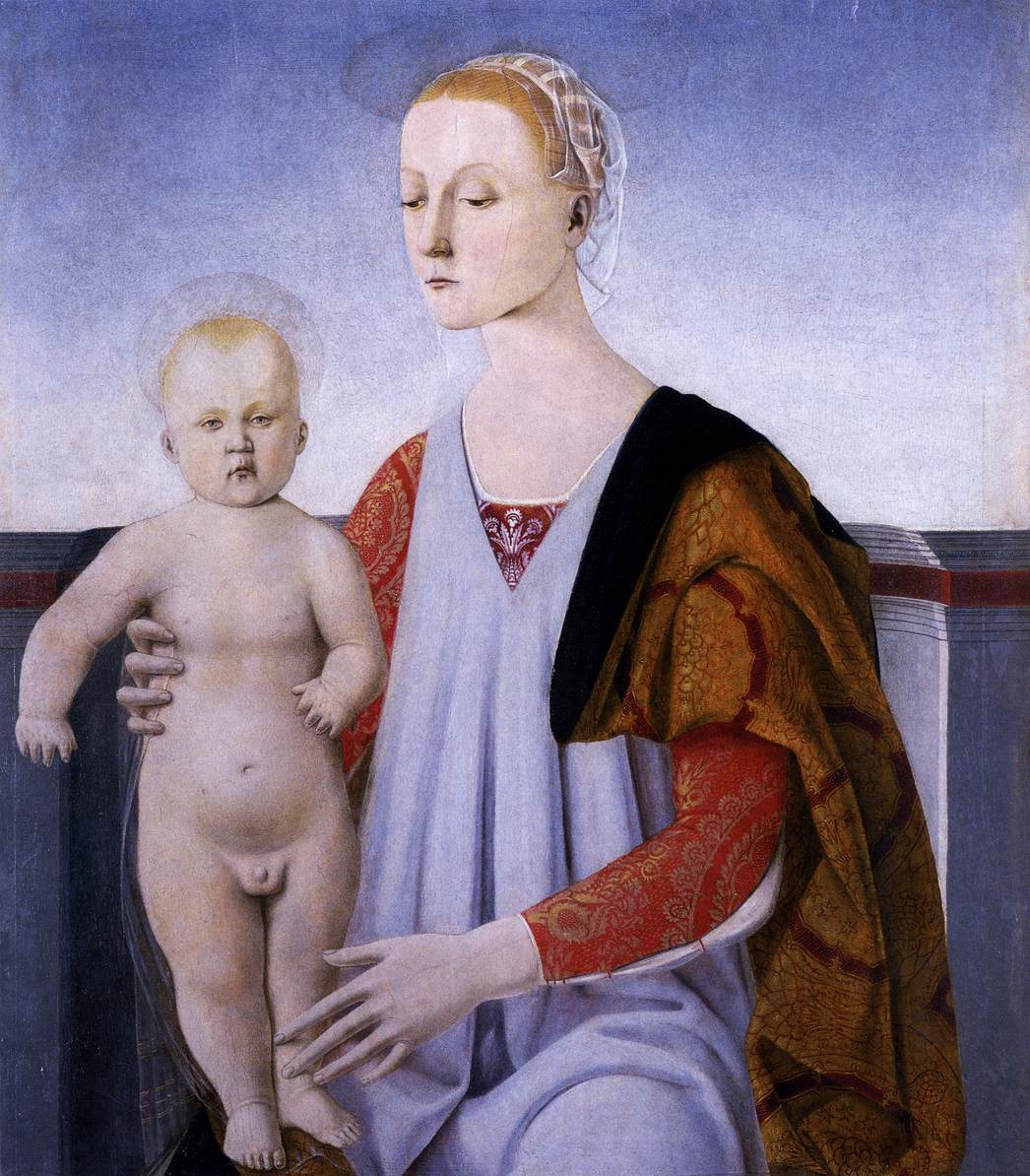
Madonna Cini, Piero della Francesca

L'objectif initial de la fondation a été de reconstruire le couvent, qui avait été détruit par Napoléon Bonaparte et ensuite utilisé par l'armée autrichienne, puis par l'armée italienne, et de réhabiliter l'île dans le contexte de l'histoire culturelle de Venise. Il abrite aujourd'hui une bibliothèque historique d'environ 15 000 volumes, un archivage de manuscrits et une collection concernant les documents sur l'histoire, la musique, le théâtre et l'art. C'est aussi un lieu accueillant des expositions, des concerts et d'autres manifestations.
Il a aussi servi comme lieu de rencontre pour les réunions du G7 en 1980 et 1987.
La fondation possède aussi des manuscrits et des lettres de personnages célèbres de la vie théâtrale et littéraire de l'Italie des  XIXe et XXe siècles comme Arrigo Boito, Eleonora Duse, Gabriele D'Annunzio, Giovanni Pascoli, Gian Francesco Malipiero et Diego Valeri.
La collection Malipiero comprend la bibliothèque du compositeur ainsi que des partitions de musique, des correspondances et de nombreux autographes musicaux. La fondation conserve également la plupart de la musique de Nino Rota, ainsi qu'une collection de croquis.
La fondation est également le siège de l'école de San Giorgio, spécialisée dan l'étude de la civilisation vénitienne, et un centre universitaire afin de mettre en lumière la contribution de la république de Venise à la civilisation.
Parmi les œuvres d'art figurent des tableaux de : Piero della Francesca, Fra Angelico, Ercole dé Roberti, Francesco di Neri, Fra Filippo Lippi, Lorenzo di Niccolò, Maestro dell'Osservanza, Piero di Cosimo, Sandro Botticelli, Vigoroso da Siena, Sebastiano Mainardi.

## Les instituts et les centres
La structure de la fondation Giorgio-Cini comporte une série d'instituts et de centres garantissant un large domaine de recherches et un profil scientifique des publications. Actuellement les instituts et centres actifs sont les suivants : 
- Istituto di Storia dell'Arte (dès 1954)
- Istituto per la Storia della società e dello Stato Veneziano (dès 1955)
- Istituto Italiano Antonio Vivaldi (dès 1978)
- Istituto per la Musica (dès 1985)
- Istituto Interculturale di Studi Musicali Comparati (dès 1999)
- Centro di ricerca sulle fonti documentali della vita musicale europea (dès 2003)
- Centro studi per la ricerca documentale sul teatro e il melodramma europeo (dès 2007), devenu Istituto per il Teatro e il Melodramma (dès 2017)
- Centro Studi di Civiltà e Spiritualità Comparate (dès 2012)
- Centro Studi Le Stanze del Vetro (dès 2012)
- Centro ARCHiVe Analysis and Recording of Cultural Heritage in Venice (dès 2018)

### Les directeurs de l'Istituto di Storia dell'Arte
- Giuseppe Fiocco (it) (1955-1972)
- Rodolfo Pallucchini (1972-1989)
- Alessandro Bettagno (1989-2002)
- Giuseppe Pavanello (2002- en cours)

## Recherche artistique
La fondation Giorgio Cini possède l'une des collections les plus importantes au monde d'études et de recherches du peintre vénitien Giambattista Pittoni, avec des archives et des catalogues raisonnés, des recherches et la promotion de hautes valeurs scientifiques et de recherches artistiques et historiques. .

## Collection d’œuvres d’art principales
- Carlo Crivelli (attr.), Madonna Speyer, 1455 circa
- Sandro Botticelli et atelier, Le Jugement de Pâris, 1485 circa
- Dosso Dossi, Colère, 1515-1516 circa
- Tiziano, San Giorgio, 1511 circa

### Les dessins de Pittoni
- S. Eustachio rifiuta di adorare gli idoli, Gabinetto disegni
- Studio per un adultera, Gabinetto disegni
- Lo Studio di figure, Gabinetto disegni
- Gli studi di vari di figure, Gabinetto disegni
- Studio per due figure di guerriero e tre figure femminili, Gabinetto disegni
- Lo Studio di tre figure e di una mano, Gabinetto disegni
- Tre studi per una mano, Gabinetto disegni
- I due studi di mano femminile, Gabinetto disegni
- Lo studio di mano con un pane, Gabinetto disegni
- Lo studio di mani, Gabinetto disegni
- Lo studio di cinque mani che tengono un pane, Gabinetto disegni
- Lo studio di mani, Gabinetto disegni
- Gli studi di mani, Gabinetto disegni
- Studio di sei mani e un braccio, Gabinetto disegni
- Cagnolino, Gabinetto disegni
- Studio per teste di cherubini, Gabinetto disegni
- Lo studio delle cinque teste di cherubini, Gabinetto disegni
- Lo studio di testa, Gabinetto disegni
- Lo studio per una testa maschile e per un braccio, Gabinetto disegni
- Lo studio di una testa e di un busto, Gabinetto disegni
- Quattro studi per una testa, Gabinetto disegni
- Lo studio di testa virile, Gabinetto disegni
- Studi vari di S. Girolomano e S.Pietro di Alcantara, Gabinetto disegni
- Lo studio del vecchio personaggio seduto, Gabinetto disegni

### Les périodiques
Parmi les activités de l'Istituto di Storia dell'Arte se trouve la publication d'importants journaux et brochures périodiques spécialisés sur l'art vénitien :
- Arte Veneta
- Saggi e Memorie di Storia dell'Arte

## La Foresteria
La Foresteria est un centre d'hôtellerie exclusif qui a été construit pour les amis du Cini, réservé aux invités importants qui assistent aux réunions de la Fondation Cini. Décoré et meublé d'art précieux, le centre permet une vue unique sur la place Saint-Marc et le palais des Doges. L'endroit a été visité par de nombreuses personnalités internationales comme Jimmy Carter, Margaret Thatcher, Ronald Reagan, François Mitterrand, Romano Prodi, Carlo Azeglio Ciampi, et Juan Carlos d'Espagne.

## Le labyrinthe Borges
Derrière le Chiostro del Palladio et du Chiostro dei Cipressi se trouve le Labyrinthe Borges, reconstruction du jardin-labyrinthe que l'architecte Randoll Coate (en) a projeté en l'honneur de Jorge Luis Borges et qui fut réalisé par la Fondation Giorgio Cini en collaboration avec la Fondation Internationale Jorge Luis Borges, et inauguré le 14 juin 2011, 25 ans après la mort de l'écrivain argentin.

## Quelques œuvres conservées par la fondation
- Illustrations de pages enluminées du  Dodici Apostoli par Vigoroso da Siena
- Miniatures de Memmo di Filippuccio
- Saint Thomas d'Aquin de la pala di San Marco de Fra Angelico
- Christ en Majesté (1300) de Neri da Rimini
- Deux scènes de la Vie de saint François de Bartolomeo di Tommaso da Foligno
- Vierge à l'Enfant avec deux anges de Piero di Cosimo
- Polyptyque de saint Paul de Francesco da Volterra
- Madone Speyer, de Carlo Crivelli
- Colère de Dosso Dossi